# Bela pri Beljaku
Bela pri Beljaku (nemško Neufellach) je naselje Statutarnega mesta Beljak na Koroškem v Avstriji.